# Xysticus pearcei
Xysticus pearcei là một loài nhện trong họ Thomisidae.
Loài này thuộc chi Xysticus. Xysticus pearcei được miêu tả năm 1965 bởi Schick.